# 吉川隆弘
吉川 隆弘（よしかわ たかひろ、1973年11月8日 - ）は兵庫県西宮市出身のピアニスト。1999年よりイタリア、ミラノ市在住。